# Список війн XIV століття
|  | Службовий список статей, створений для координації робіт з розвитку теми. Це попередження не встановлюється на інформаційні списки і глосарії. |

Нижче наведений список війн, що йшли (або почалися/закінчилися) в XIV столітті.

## 1300—1309
- Війна сицилійської вечірні (1282—1302)

- Франко-фламандська війна (1302)
- Битва золотих шпор (1302)
- Бафейська битва (1302)
- Битва при Скафіде (1304)
- Польсько-тевтонська війна (1308—1309)

## 1310—1319
- Битва при Беннокберні (1314)
- Битва під Моргартеном (1315)
- Кампанія Брюса в Ірландії (1315—1318)

## 1320—1329
- Битва під Медниками (1320)
- Шведсько-новгородські війни (1321—1322)
- Монгольські вторгнення в Індію (1221—1320)
- Битва на річці Ірпінь (1321)
- Битва під Мюльдорфом (1322)
- Війна через відро (1325)
- Польсько-тевтонська війна (1326—1332)

## 1330—1339
- Окменська битва (1331)
- Облога Нікеї (1331)
- Війна Ґенко (1331—1333)
- Битва при Русокастро (1332)
- Друга війна за незалежність Шотландії (1332—1357)
- Битва при Галідон-Гіллі (1333)
- Столітня війна (1337—1453)

- Монгольські завоювання (1206—1337)

## 1340—1349
- Війна за галицько-волинську спадщину (1340—1392)
- Османсько-болгарські війни (1340—1396)
- Битва на Віслі (1341)
- Війна за бретонську спадщину (1341—1364)
- Битва біля Зави (1342)
- Битва під Обероші (1345)
- Облога Кафи (1345-1347)
- Битва при Невіллс-Кроссі (1346)
- Битва при Кресі (1346)
- Битва при Кані (1346)
- Битва при Бланштаку (1346)
- Битва на Стреві (1348)

## 1350—1359
- Війна за протоки (1350-1355)
- Битва при Ардрі (1351)
- Битва при Мороні (1352)
- Булгарсько-османські війни (1354—1422)
- Битва при Пуатьє (1356)
- Війна двох Педро (1356—1375)

## 1360—1369
- Битва на Синіх Водах (1362)
- Александрійський хрестовий похід (1365)
- Литовсько-русько-московська війна (1368—1372)
- Тросненська битва (1368)
- Монгольське завоювання Китаю (1209—1368)

## 1370—1379
- Битва під Рудау (1370)
- Оборона Волоколамська (1370)
- Битва на Мариці (1371)
- Кіпро-генуезька війна (1373—1374)
- Війна восьми святих (1375—1378)

## 1380—1389
- Війна Тимура з Тохтамишем (1380-ті—1390-ті)
- Куликовська битва (1380)
- Війна Грималітів з Наленчами (1382—1385)
- Розорення Москви Тохтамишем (1382)
- Сорокалітня війна (1385—1424)
- Битва під Земпахом (1386)
- Битва на річці Вихрі (1386)
- Вторгнення Тимура в Грузію (1386—1404)
- Битва під Нефельсом (1388)
- Битва на Косовому полі (1389)

## 1390—1399
- Битва на Тереку (1395)
- Битва при Нікополі (1396)
- Битва на Ворсклі (1399)